# Stone Gods
Stone Gods var ett brittiskt rockband som bildades i slutet av 2006 av gitarristen Dan Hawkins, sångaren Richie Edwards, basisten Toby MacFarlaine och trummisen Ed Graham. Hawkins, Edwards och Graham hade alla tre tidigare varit medlemmar i The Darkness, men bildade Stone Gods tillsammans med MacFarlaine när sångaren i The Darkness, Justin Hawkins, lämnade bandet i oktober 2006. 9 juni 2008 lämnade Graham bandet och ersattes senare av Robin Goodridge, som tidigare spelat med Bush.
Bandet gav ut debutalbumet Silver Spoons & Broken Bones den 7 juli 2008 och turnerade flitigt, främst i Storbritannien. Gruppen spelade på Download Festival både 2008 och 2009 innan man påbörjade arbetet med en uppföljare till debutalbumet. Albumet gavs dock aldrig ut och i slutet av 2010 meddelades att gruppen gjort ett uppehåll då Hawkins och Graham återbildat The Darkness.

## Historia

### Bildandet
När Justin Hawkins meddelat att han lämnat The Darkness i oktober 2006, bestämde sig de tre kvarvarande medlemmarna för att fortsätta. Richie Edwards, som tidigare var basist i The Darkness bytte instrument till gitarr och blev också bandets sångare. 24 december 2006 rapporterades det från flera nyhetsbyråer att Toby MacFarlaine, som tidigare spelat med bland annat Graham Coxon, rekryterats som ny basist till The Darkness. Under den senare delen av 2006 och början av 2007 skrev bandet nya låtar och påbörjade kort därefter inspelningarna av ett debutalbum. I oktober 2007 meddelades det att gruppen inte skulle komma att fortsätta som The Darkness, de hade istället bildat det nya bandet Stone Gods.

### Silver Spoons & Broken Bones

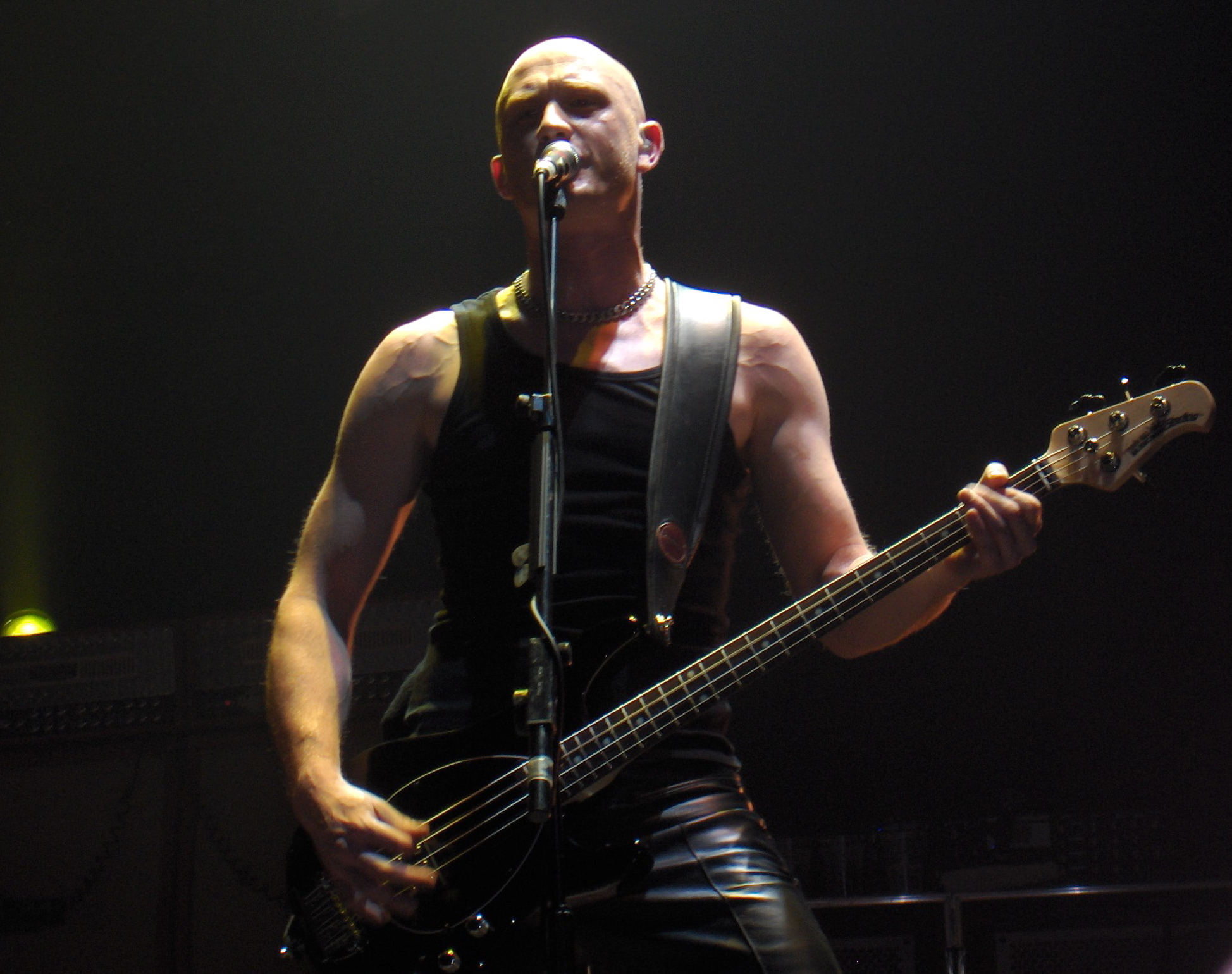
Richie Edwards, sångare.

Den 22 november 2007 debuterade Stone Gods live i Leicester. De var under november och december 2007 förband till Thunder och Thin Lizzy. Vissa av konserterna fick dock ställas in då Edwards dragit på sig en halsinfektion. Därefter var det menat att gruppen skulle ha agerat förband åt det finska metalbandet Apocalyptica, men dessas ställdes in på grund av "för litet scenutrymme". Gruppens första turné som huvudakt inleddes under andra hälften av januari 2008 med en turné i Storbritannien. Samtidigt meddelades det att en limited edition-EP skulle ges ut av PIAS Recordings den 25 februari. på EP:n återfanns två låtar som gavs ut på det kommande debutalbumet; Burn the Witch och You Brought a Knife to a Gunfight samt Breakdown och Heartburn. Endast 1 000 kopior av EP:n tillverkades och dessa sålde slut omedelbart.
I slutet av mars var gruppen förband till Velvet Revolver under två spelningar, i London och i Brighton. Runt denna tidpunkt meddelades det också att PIAS skulle ge ut Stone Gods debutalbum, Silver Spoons & Broken Bones den 7 juli 2008. I början av juni läcktes dock albumet ut på internet på så kallade torrents. Innan albumet gavs ut släpptes bandets första singel, Knight of the Living Dead, den 23 juni. I juni påbörjade bandet också Knight of the Living Dead tour i Storbritannien där gruppen bland annat spelade på Download Festival och Isle of Wight Festival. Turnén skulle egentligen påbörjats den 10 juni, men den 9 juni meddelades det på bandets officiella webbplats att de tre första spelningarna av turnén blivit inställda då Ed Graham skadat sig. Resten av turnén fullföljdes dock med Robin Goodridge, som tidigare spelat med Bush, bakom trummorna. Turnén avslutades på Waterfront i Norwich den 29 juli med en utsåld konsert.
Silver Spoons & Broken Bones gavs ut den 7 juli 2008, tidningen Classic Rock ansåg att albumet var "en av de bästa rockdebuter av millenniet hittills". Även Kerrang!, Metal Hammer och The Sun gav albumet goda betyg. Classic Rock nominerade också bandet i kategorierna "Bästa nya band" och "Bästa album" på dess prisceremoni i november 2008. 21 juli meddelade bandet på sin webbplats att man kommer att vara förband till det Australiska rockbandet Airbourne under en månadslång turné i Storbritannien under oktober. De fortsatta problemen med Ed Grahams hälsa betydde att bandet blev tvingade att ställa in ett framträdande på Wacken Open Air. Till slut tillkännagavs det den 29 juli att Graham lämnat bandet och att Goodridge temporärt tagit hans plats.
Den 13 september 2008 gjorde bandet en engångskonsert för Kerrang Radio. Då Goodridge inte kunde medverka kallades Stuart Cable, som tidigare spelat med Stereophonics, in som trummis. Några veckor senare, den 6 oktober, bekräftades det att Goodridge tagit en permanent plats i bandet. Bandets andra singel, Don't Drink the Water, gavs ut 29 oktober med två liveinspelningar som b-sidor. Under bandets turné med Airbourne gästade Dan Hawkins den 28 november på London Astoria Airbourne under AC/DC-låten Whole Lotta Rosie. Året avslutades med att Stone Gods var förband åt Black Stone Cherry under en turné i Storbritannien. I mars 2009 påbörjade bandet ännu en turné i Storbritannien. Samtidigt gav man ut en tredje singel från Silver Spoons & Broken Bones; Start of Something.

### Outgivet album och uppehåll
Den 14 juni spelade gruppen återigen på Download Festival där de spelade en ny låt, Going Under, som väntades ges ut på uppföljaren till debutalbumet. Bandet meddelade vid den här tiden att man skulle tillbringa resten av året med att skriva, repetera och spela in låtar till albumet. Den 25 augusti 2009 skrev Edwards på bandets officiella forum att; "Det nya albumet är till hälften klart och vi håller tummarna för att den ska ges ut under julen med en turné därefter i början av 2010!".
I juni 2010 bekräftades det att Robin Goodridges gamla band Bush hade återförenats. Bush spelade in ett nytt album, The Sea of Memories, med Bob Rock som tidigare har arbetat med bland annat Metallica och Mötley Crüe. Albumet gavs ut den 13 september 2011. Efter över ett år av tystnad från Stone Gods skrev Toby MacFarlaine den 9 december på Twitter att bandet gjort ett uppehåll på obestämd tid. Rykten om att The Darkness återförenats började ta fart vid denna tidpunkt och den 15 mars 2011 bekräftades ryktena. The Darkness återförenades med gruppens originaluppsättning och hade påbörjat inspelningarna av bandets tredje studioalbum. I juni 2011 sade Justin Hawkins i en intervju att både Hot Leg och Stone Gods spelat in en uppföljare till respektive bands debutalbum men att "det är lite meningslöst att ge ut ett album om du inte kommer att göra arbetet också, och vi är för upptagna med saker kring Darkness för att göra sådana saker." Under 2011 bildade MacFarlaine ett nytt band, O.W.L.S., tillsammans med bland andra Richie Edwards och i början av april 2012 sade han att Stone Gods andra studioalbum, någon gång, kommer att ges ut. Vid ungefär samma tidpunkt sade Ed Graham att han hoppades att albumet skulle komma att ges ut, men att en återförening förmodligen aldrig kommer att ske.

## Diskografi

### Studioalbum
- 2008 – Silver Spoons & Broken Bones

### EP
- 2008 – Burn the Witch

### Singlar
- 2008 – Knight of the Living Dead
- 2008 – Don't Drink the Water
- 2009 – Start of Something

## Turnéer
- Stone Gods UK tour 2008
- Knight of the Living Dead tour

## Medlemmar

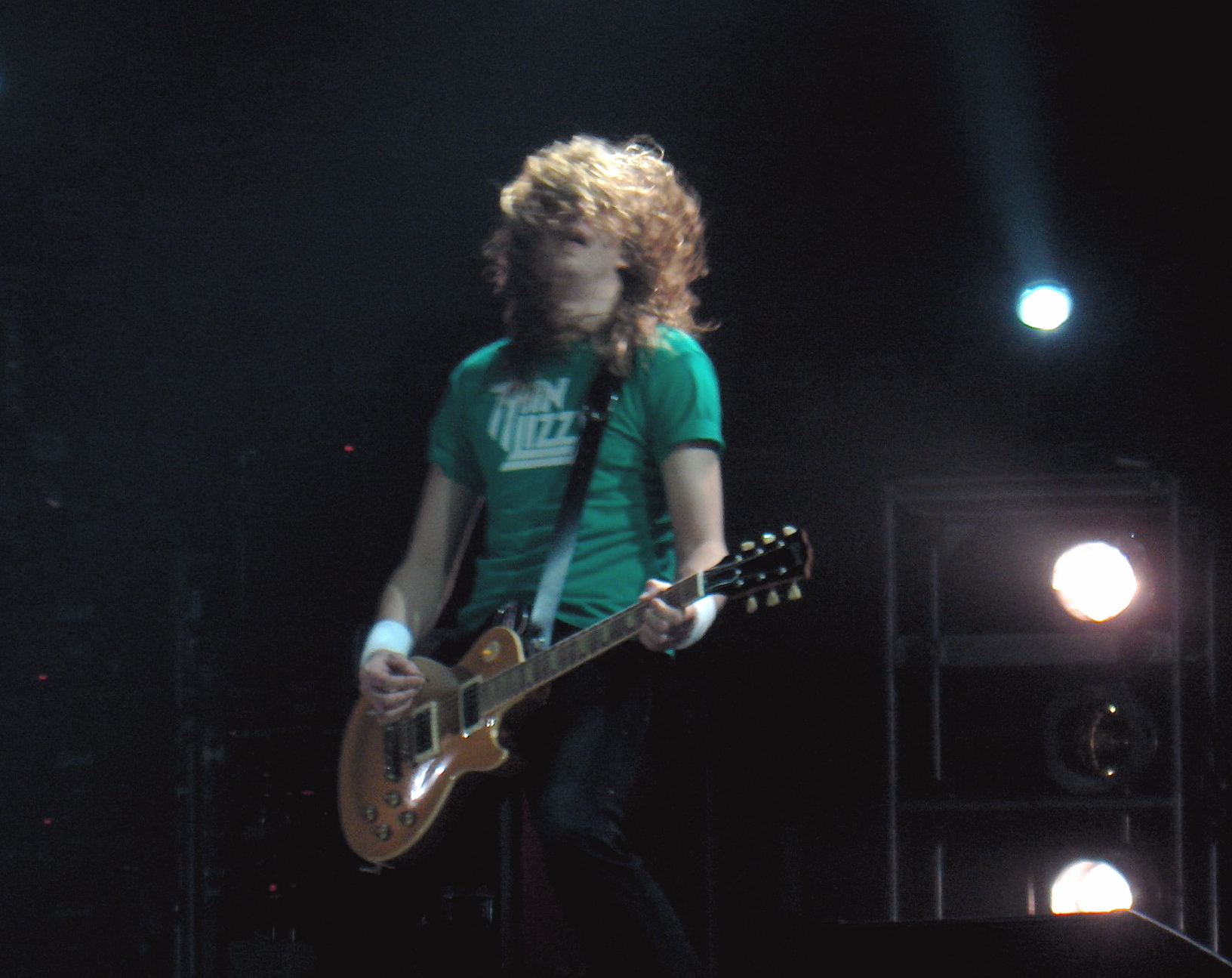
Dan Hawkins, gitarrist.

- Richie Edwards – sång, gitarr
- Dan Hawkins – gitarr
- Toby MacFarlaine – bas
- Robin Goodridge – trummor

### Tidigare medlemmar
- Ed Graham – trummor

### Temporära medlemmar
- Stuart Cable – trummor